# Terminacja
Terminacja – końcowy etap translacji, podczas którego działają sygnały terminacyjne, wskazujące koniec sekwencji aminokwasowej. Istnieją trzy kodony „stop”, które nie mają odpowiadających sobie cząsteczek tRNA: UGA, UAA i UAG. Kiedy rybosom osiągnie taki kodon, zatrzymuje się, kończąc ten etap biosyntezy białka. Czynniki uwalniające powodują uwolnienie syntetyzowanego łańcucha polipeptydowego z rybosomu oraz dysocjację podjednostek rybosomu.